# Eugen von Delitz
Eugen Ludwig Hannibal von Delitz (* 31. Januar 1820 in Berlin; † 22. März 1888 in Potsdam) war ein preußischer Generalmajor.

## Leben

### Herkunft
Eugen war der Sohn von Ferdinand Eugen von Delitz (1787–1855) und dessen Ehefrau Adelheid, geborene Vogel von Falckenstein (1799–1880). Sein Vater war preußischer Oberst a. D. im 21. Infanterie-Regiment. Eugen von Delitz war ein Neffe von Berend Ludwig von Delitz.

### Militärkarriere
Delitz hatte das Gymnasium in Stargard in Hinterpommern und anschließend das Köllnische Gymnasium in Berlin besucht. Er trat dann am 1. April 1839 als Einjährig-Freiwilliger in das Garde-Schützen-Bataillon der Preußischen Armee ein. 1840 wurde er Sekondeleutnant im Kaiser-Franz-Grenadierregiment und 1843 dem kombinierten Garde-Reservebataillon zugeteilt. 1844 praktizierte er fünf Monate lang in der Gewehrfabrik Potsdam. Auf eigenen Wunsch hin wurde er 1847 aus dem stehenden Heer entlassen und dem II. Bataillon (Lissa) 3. Garde-Landwehrregiment zugeteilt. 1848 war er während des Feldzugs in Schleswig dem Kaiser-Franz-Grenadierregiment unterstellt. 1848 nahm er am Feldzug gegen Dänemark teil. Von Mai bis September 1849 wurde er zum II. Bataillon (Koblenz) 4. Garde-Landwehrregiment abkommandiert. 1849 nahm er während des Feldzugs in Baden an den Gefechten bei Kirchheimbolanden, Neudorf und Kuppenheim teil.
Weil Delitz beim Anfertigen von Geländeskizzen zeichnerisches Talent gezeigt hatte, wurde er in topographischen Abteilungen beschäftigt, so 1849 in Eilenburg und Lützen. Am 11. Mai 1852 avancierte er zum Premierleutnant. Im März 1853 wurde Delitz zum topographischen Büro in Querfurt abkommandiert und im Oktober desselben Jahres zum topographischen Büro nach Berlin. Nachdem er am 10. März 1855 zum Hauptmann befördert worden war, wurde er am 1. Mai desselben Jahres für ein Jahr zum Kadettenhaus in Berlin als Lehrer abgestellt. Am 15. August 1859 wurde er zum Garde-Landwehrstamm des Landwehrbataillons Hamm versetzt. Am 10. Februar 1863 wurde er zum Major befördert und zum Kommandeur des Kaiser-Franz-Garde-Grenadier-Regiments Nr. 2 ernannt.
Während des Krieges gegen Österreich nahm Delitz 1866 an den Gefechten bei Soor und Alt Rognitz sowie der Schlacht bei Königgrätz teil. Am 20. September 1866 wurde ihm der Kronenorden III. Klasse mit Schwertern verliehen. Am Jahresende 1866 wurde er Oberstleutnant. Im Sommern 1869 wurde er Oberst und Kommandeur des 2. Westfälischen Infanterie-Regiments Nr. 15. Während des Krieges gegen Frankreich war er 1870/71 an den Schlachten von Colombey (Eisernes Kreuz II. Klasse) und Gravelotte, an der Belagerung von Metz sowie an den Gefechten bei Jussy, Mercy le Haut, Marrac, Marnay, Bryens und Vorges beteiligt. Im März 1871 wurde ihm das Eiserne Kreuz I. Klasse verliehen.
Im Oktober 1871 wurde Delitz Kommandant von Minden in Westfalen und in dieser Stellung 1873 zum Generalmajor befördert. Am 12. Dezember 1874 schied er unter Verleihung des Roten Adlerordens II. Klasse mit Eichenlaub aus dem Militärdienst aus.
Im Dezember 1882 wurde Delitz Mitglied des Kuratoriums des Nationaldanks für Invaliden und Stellvertreter des Präsidiums dieses Kuratoriums für den verstorbenen Generalmajor Freiherr von Eberstein.

### Familie
Am 29. Juni 1845 hatte Delitz zu Sakrow Luise Schöning (1826–1902) geheiratet. Aus der Ehe gingen zwei Söhne hervor. Hans (1844–1870) starb als Sekondeleutnant in einem Lazarett in Frankreich an den Folgen von Verletzungen, die er bei Le Bourget erlitten hatte. Seine Witwe Alma Viktoria von Borcke (1847–1926) heiratete den preußischen Generalmajor Karl von Plehwe. Der zweite Sohn (* 1855) hatte im Garde-Grenadier-Regiment Nr. 2 als Sekondeleutnant gestanden und wanderte später nach Chile aus.